# Moisés Solana Arciniega
Moisés Solana Arciniega (Ciudad de México, 26 de diciembre de 1935-Valle de Bravo, Estado de México, 27 de julio de 1969) fue un destacado piloto de autos mexicano en la modalidad Fórmula 1, Fórmula 2 y prototipos, con una estatura automovilística a la altura de los hermanos Pedro y Ricardo Rodríguez, de quienes fue contemporáneo. En su momento se le conoció como "La estrella negra del automovilismo mexicano".

## Biografía y carrera
Moisés es heredero de una tradición automovilística (su padre, José Antonio Solana, construye prototipos a escala), por lo cual su incursión en el automovilismo se da a edad temprana. Es precisamente a bordo de un auto de carreras construido por su padre, que a la edad de 2 años, Moisés comienza sus pinitos como conductor de autos.
Al combinar sus actividades académicas con su afición a los autos y el deporte Jai Alai, Moisés debuta en 1954 al correr la última edición de la Carrera Panamericana. Su actuación en dicho evento le merecieron los comentarios de Piero Taruffi, quien lo consideró como uno de los novatos más brillantes en el automovilismo. Casi a la par consigue destacar como pelotari ganándose así el mote de "Piloto-Pelotari". 
Participa también en la inauguración del Autódromo de la Magdalena Mixhuca, convirtiéndose en un participante asiduo a los eventos celebrados ahí posteriormente. Se reporta que en cierta ocasión compitiendo con el "Chamaco Rodríguez" consiguió arrebatarle el triunfo durante el "Premio Independencia", en el año de 1962 posicionándose como un excelente piloto mexicano a ese momento.
Pese a no ser muy consistente en sus participaciones en el Gran Premio de México y en otros eventos internacionales, Moisés se distinguía por un estilo de conducir excelente y con una evidente sangre fría, lo que le ganaba el respeto de sus compañeros de pista. Además de estar situado en una posición respetable en el ranking internacional.
Solana fue el único piloto en la historia del Campeonato del Mundo de Fórmula 1 que comenzó una carrera en un auto marcado con el número 13 (Divina Galica en el Gran Premio de Gran Bretaña de 1976, también intentó una carrera con el número 13, pero no pudo clasificarse), algo que él hizo en un BRM en su debut en la Fórmula 1 en el Gran Premio de México de 1963, Solana se clasificó al finalizar la prueba en el undécimo puesto a pesar de que su motor falló ocho vueltas antes de que cayera la bandera a cuadros. Pastor Maldonado adoptó el número 13 durante toda la temporada de 2014.
Hacia 1963 recibió una invitación expresa de Enzo Ferrari para efectuar pruebas a bordo de un Fórmula 2 en la pista de Módena Italia, consiguiendo batir el récord de Jim Clark. Hospedado en la misma habitación del mismo hotel, donde anteriormente se había hospedado Ricardo Rodríguez, –recién fallecido–, Moisés relacionó coincidencias y prefirió no aceptar correr autos Fórmula 2. Además de que no consideraba como opción la Fórmula 2, ya que él era apasionado de la Fórmula 1.

### Muerte
Moisés murió el 27 de julio de 1969 durante la celebración del Hill Climb Valle de Bravo-Bosencheve, cuando a bordo de un McLaren impactó con una protección de hormigón, quedando muerto de forma instantánea e incendiándose su auto, lo que complicó el rescate, además de que los servicios de socorro estaban a varios kilómetros de distancia por lo que después de dos horas pudo extraerse su cuerpo. Sus restos fueron sepultados en la cripta familiar, ubicada dentro del Panteón Español, en Ciudad de México.

## Resultados

### Fórmula 1
(Clave) (negrita indica pole position) (cursiva indica vuelta rápida)

| Año     | Escudería            | 1   | 2   | 3   | 4   | 5   | 6   | 7   | 8       | 9       | 10      | 11      | 12      | Pos. | Puntos |
| ------- | -------------------- | --- | --- | --- | --- | --- | --- | --- | ------- | ------- | ------- | ------- | ------- | ---- | ------ |
| 1963    | Scuderia Centro Sud  | MON | BEL | NED | FRA | GBR | GER | ITA | USA     | MEX 11  | RSA     |         |         | NC   | 0      |
| 1964    | Team Lotus           | MON | NED | BEL | FRA | GBR | GER | AUT | ITA     | USA     | MEX 10  |         |         | NC   | 0      |
| 1965    | Cooper Car Company   | RSA | MON | BEL | FRA | GBR | NED | GER | ITA     | USA 12  | MEX Ret |         |         | NC   | 0      |
| 1966    | Cooper Car Company   | MON | BEL | FRA | GBR | NED | GER | ITA | USA DNP | MEX Ret |         |         |         | NC   | 0      |
| 1967    | Team Lotus           | RSA | MON | NED | BEL | FRA | GBR | GER | CAN     | ITA     | USA Ret | MEX Ret |         | NC   | 0      |
| 1968    | Gold Leaf Team Lotus | RSA | ESP | MON | BEL | NED | FRA | GBR | GER     | ITA     | CAN     | USA     | MEX Ret | NC   | 0      |
| Fuente: |                      |     |     |     |     |     |     |     |         |         |         |         |         |      |        |